# Естеро (Флорида)
Естеро (енгл. Estero) насељено је место без административног статуса у америчкој савезној држави Флорида.

## Демографија
По попису из 2010. године број становника је 22.612, што је 13.109 (137,9%) становника више него 2000. године.
| Група             | 2000.         | 2010.          |
| Белци             | 9.067 (95,4%) | 20.596 (91,1%) |
| Афроамериканци    | 61 (0,6%)     | 234 (1,0%)     |
| Азијати           | 33 (0,3%)     | 304 (1,3%)     |
| Хиспаноамериканци | 303 (3,2%)    | 1.327 (5,9%)   |
| Укупно            | 9.503         | 22.612         |